# أ. جي. وود
أ. جي. وود (بالإنجليزية: A. J. Wood)‏ هو لاعب كرة قدم ومدرب كرة قدم أمريكي في مركز الهجوم، ولد في 17 أغسطس 1973 في بيتسبرغ في الولايات المتحدة. شارك مع منتخب الولايات المتحدة تحت 17 سنة لكرة القدم ومنتخب الولايات المتحدة تحت 23 سنة لكرة القدم. أما مع النوادي، فقد لعب مع دي.سي. يونايتد وكولومبوس كرو ونيويورك ريد بولز.

## وصلات خارجية
- أ. جي. وود على موقع الاتحاد الدولي (مؤرشف)  (الإنجليزية)
- أ. جي. وود على موقع الدوري الأمريكي (الإنجليزية)
- أ. جي. وود على موقع قاعدة بيانات كرة القدم.إي يو (الإنجليزية)
- أ. جي. وود على موقع أوليمبيديا (الإنجليزية)